# Cetatea Neamț
Cetatea Neamț (cunoscută impropriu sub titulatura Cetatea Neamțului) este o cetate medievală din Moldova, aflată la marginea de nord-vest a orașului Târgu Neamț (în nord-estul României). Ea se află localizată pe stânca Timuș de pe Culmea Pleșului (numită și Dealul Cetății), la o altitudine de 480 m și la o înălțime de 80 m față de nivelul apei Neamțului. De aici, străjuia valea Moldovei și a Siretului, ca și drumul care trecea peste munte în Transilvania.
Cetatea Neamț făcea parte din sistemul de fortificații construit în Moldova la sfârșitul secolului al XIV-lea, în momentul apariției pericolului otoman. Sistemul de fortificații medievale cuprindea așezări fortificate (curți domnești, mănăstiri cu ziduri înalte, precum și cetăți de importanță strategică) în scop de apărare, întărite cu ziduri de piatră, valuri de pământ sau având șanțuri adânci. 
Cetatea a fost construită la sfârșitul secolului al XIV-lea de Petru al II-lea, a fost fortificată în secolul al XV-lea de Ștefan cel Mare și distrusă în secolul al XVIII-lea (1718) din ordinul domnitorului Mihai Racoviță. 
Cetatea Neamț a fost inclusă pe Lista monumentelor istorice din județul Neamț din anul 2015, având codul de clasificare  NT-II-m-A-10707. 

## Istoric

### Ipoteze privind originea cetății
Cetatea Neamț a fost construită în timpul domniei lui Petru al II-lea (1375-1391), ea fiind menționată pentru prima dată la 2 februarie 1395, în timpul expediției regelui Sigismund de Luxemburg al Ungariei în Moldova. 
Ca urmare a cercetărilor arheologice efectuate aici în a doua jumătate a secolului al XX-lea, au fost identificate mai multe etape de construcție a cetății. Nu au fost identificate aici fortificații anterioare, rezultând că prima construcție fortificată datează din epoca domniei lui Petru Mușat. Aici au fost descoperite monede din timpul domniei lui Petru al II-lea, acestea constituind o dovadă certă că Cetatea Neamț a fost construită în a doua parte a domniei lui Petru al II-lea, perioadă în care Moldova a cunoscut o dezvoltare economică și politică continuă. 
Până la efectuarea acestor cercetări arheologice, istoricii au vehiculat mai multe ipoteze cu privire la perioada când a fost construită fortificația. Pornind de la informația din Bula papală din 1232 că în timpul șederii cavalerilor teutoni în Țara Bârsei, între anii 1211-1225, aceștia ar fi construit pe versantul estic al Carpaților un castrum muntissimum, unii istorici de seamă ca A.D. Xenopol, B.P. Hașdeu sau Dimitrie Onciul au acreditat ipoteza că Cetatea Neamț a fost construită de teutonici, un argument în plus constituindu-l însăși denumirea cetății. Cu toate acestea, nu s-a descoperit nicio mărturie arheologică sau documentară care să susțină această ipoteză.  Într-o adăugire la letopisețul lui Grigore Ureche, Misail Călugărul vehiculează ipoteza construirii cetăților moldovenești de către genovezi: "Aflatu-s-au într-această țara și cetăți făcute mai de demultŭ de ianovedzi: cetaatea în târgul Sucévii și cetaatea la Hotin și Cetatea Albă și Cetaatea Chilii și Cetaatea Neamțului și Cetatea Noaă, Romanul, ce i s-au surpat pământul ș-au cădzut cetaatea.". 

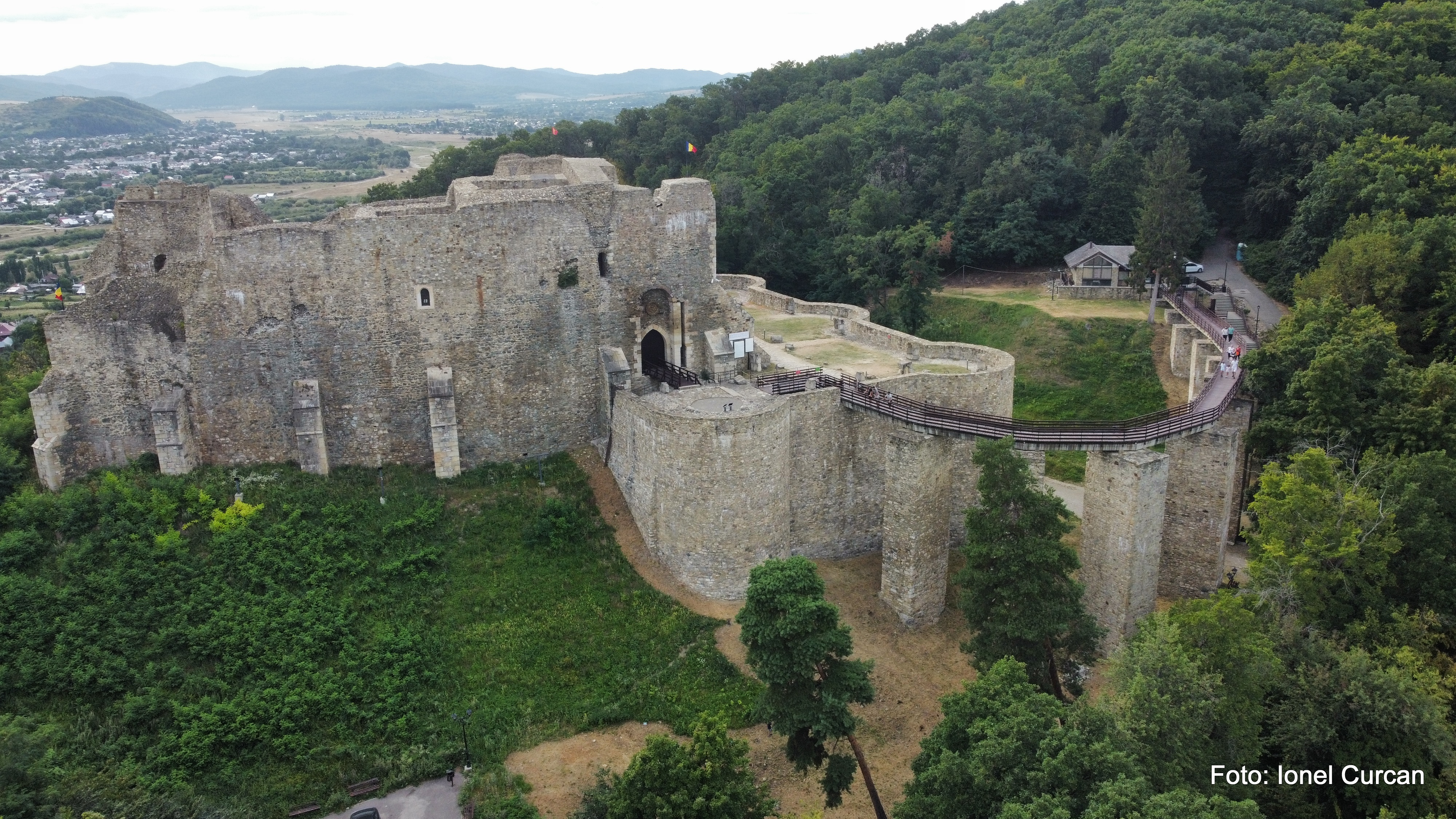
Cetatea Neamț

Cetatea Neamț a reprezentat un avanpost fortificat important pentru apărarea graniței de vest a Moldovei și a trecătorilor Carpaților Orientali în fața politicii de continuă expansiune teritorială spre est a Regatului Ungar. Ea era una din cele mai bine întărite cetăți de care a dispus statul medieval moldovenesc și avea un rol important în sistemul general de apărare a țării.
În anul 1395, regele Sigismund de Luxemburg al Ungariei a întreprins o expediție militară asupra Moldovei, în scop de expansiune teritorială. După cum atestă Cronica veche moldovenească, domnitorul Ștefan I (1394-1399) i-a învins pe unguri la Hindău (azi satul Ghindăoani, aflat la circa 12 km sud de Târgu Neamț), fapt confirmat și de inscripția de pe piatra de mormânt a lui Ștefan I aflată în Mănăstirea Bogdana. Cronica oficială maghiară și documentele emise de Sigismund consemnează că armatele regale au înaintat până la reședința domnească, asediind probabil și Cetatea Neamț. 
La 2 februarie 1395 s-a emis un act de cancelarie "ante castrum Nempch", care constituie prima atestare documentară a cetății. 
Primul document care menționează numele unui pârcălab (comandant de cetate) datează din anul 1407.  Pârcălabii cetății făceau parte din sfatul domnesc atât în timpul domniei lui Alexandru cel Bun (1400-1432), cât mai ales în timpul lungii domnii a lui Ștefan cel Mare (1457-1504). Dintre aceștia sunt de menționat Șandru, Stanislav Rotompan și Arbore cel Bătrân.

### Epoca lui Ștefan cel Mare

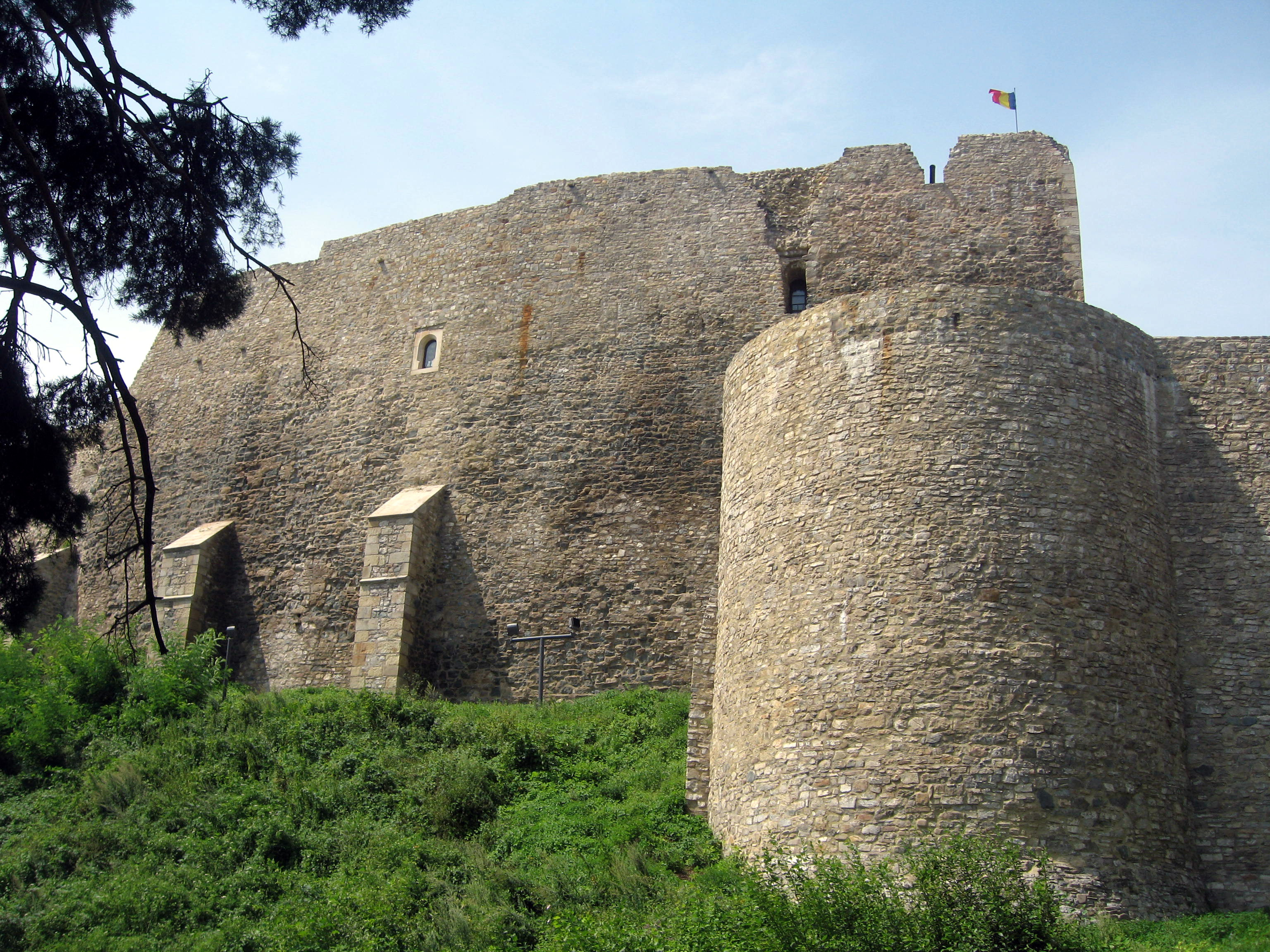
Zidul de est al fortului mușatin și ruinele unui bastion construit de Ștefan cel Mare

Domnitorul Ștefan cel Mare (1457-1504) a înțeles cel mai bine necesitățile construirii de clădiri fortificate pentru a apăra Principatul Moldovei de atacurile turcilor, tătarilor, ungurilor sau polonilor. El a construit primele mănăstiri fortificate din Moldova și a întărit cetățile existente. Considerând că Cetatea Neamț nu este suficient întărită pentru a rezista atacurilor inamicilor Moldovei, în răgazul dintre Bătălia de la Podul Înalt (ianuarie 1475) și Bătălia de la Valea Albă (26 iulie 1476) el a poruncit supraînălțarea zidurilor cetății cu circa 6-7 m și construirea de creneluri și ferestre înguste, prin care apărătorii cetății puteau să supravegheze și să lovească dușmanii. Pe latura de nord a fortului mușatin s-a construit un zid flancat de patru bastioane semicirculare cu ziduri groase și rezistente, cu înălțimi variabile, de până la 30 de metri. Acest zid a încadrat o curte exterioară. 
Pentru a evita apropierea dușmanilor de zidurile cetății, Ștefan cel Mare a dispus săparea unui șanț de apărare mult mai adânc și mai larg decât cel anterior, în partea de nord și nord-est a fortului. În cetate se pătrundea printr-un pod de acces arcuit cu o parte fixă și o alta mobilă, sprijinit pe 11 piloni de piatră de formă prismatică. Partea mobilă se afla pe porțiunea de pod dintre ultimul pilon și zidul bastionului și se putea ridica în caz de primejdie, printr-un sistem de scripeți, dar odată trecut de ea existau două capcane cu trape, cunoscute și sub numele de "curse de șobolani". 
În anul 1476, după ce învinsese oștile Moldovei în Bătălia de la Valea Albă, sultanul otoman Mahomed al II-lea ("Cuceritorul") l-a forțat pe voievodul Moldovei, Ștefan cel Mare, să se îndrepte spre Cetatea Neamț aflată la o distanță de 27 km de locul bătăliei. Conform legendei, mama lui Ștefan a refuzat să-l lase să intre în cetate și l-a sfătuit să se îndrepte spre nordul țării, unde să-și strângă o nouă oaste. 
În timp ce Ștefan cel Mare se afla în nordul țării pentru a-și regrupa oștile, Mahomed al II-lea a asediat timp de opt zile Cetatea Neamț presupunând că domnitorul se refugiase în acea fortăreață sau că măcar își deținea acolo averile.  La acel moment, pârcălab al cetății era bătrânul Arbore, care se pare că a căzut sub lovitura unei ghiulele turcești. În cetate se mai aflau și o parte din prizonierii turci din Bătălia de la Podul Înalt (1475), pe care domnitorul i-a folosit la lucrările de fortificare. 

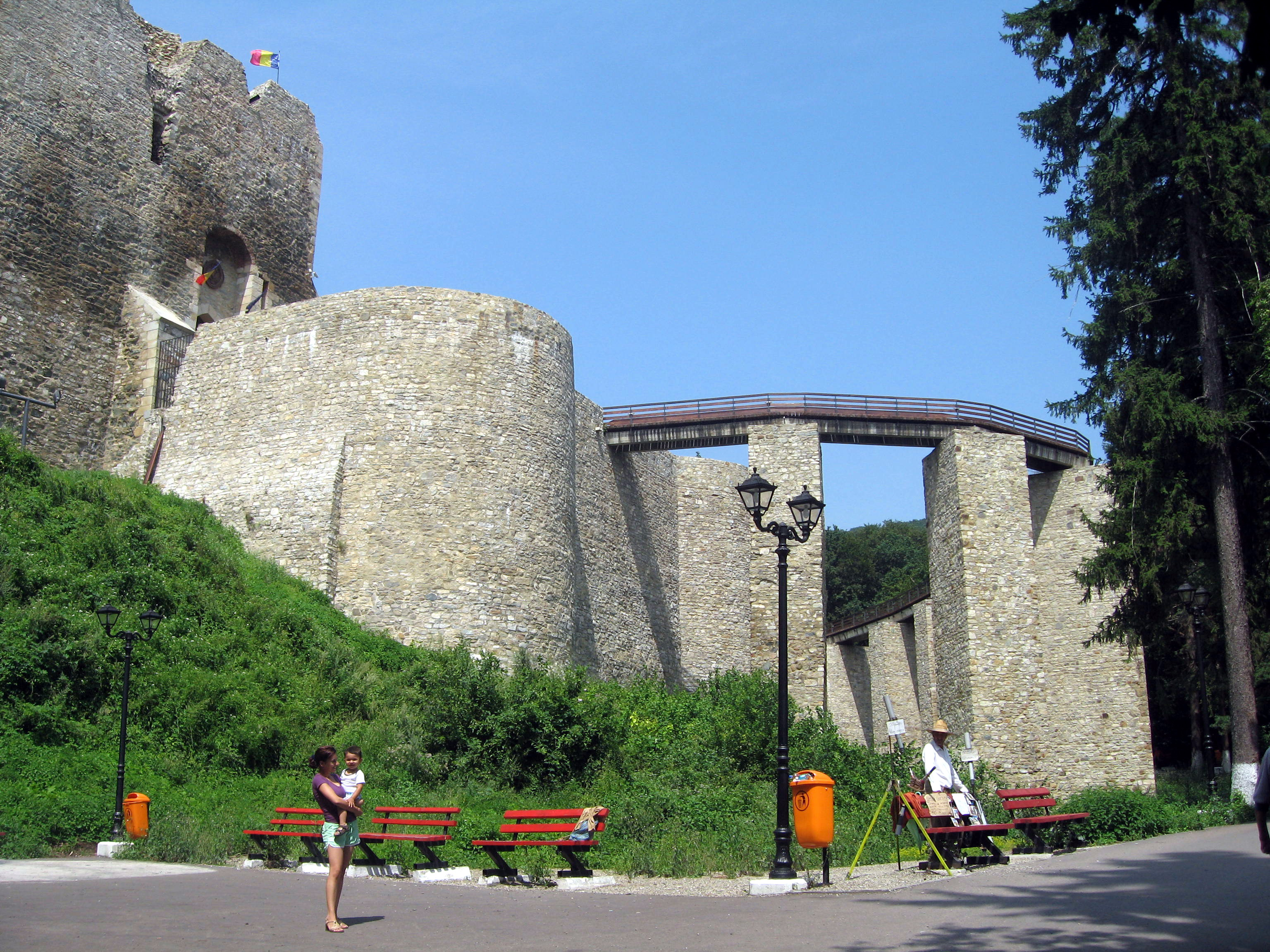
Partea de nord-est a zidului construit de Ștefan cel Mare și podul de acces în cetate

Acest asediu este prezentat în cronica lui Ion Neculce. Turcii și-au așezat tunurile pe dealul din fața cetății, cel mai probabil pe versantul sudic al vârfului Cerdac, și au început să bombardeze fortăreața, cauzând acesteia multe pagube. Zidurile însă au rezistat, iar un prizonier german, închis în donjon, a avut ideea să folosească tunurile contra turcilor. Ideea sa a fost pusă în practică și corturile turcilor au fost bombardate, forțându-l pe Mahomed să-și părăsească poziția. 
Asedierea cetății este menționată și într-o scrisoare din 16 august 1476 a lui Ștefan Báthory către regele Matia Corvin al Ungariei.  Alte relatări se află în "Cronica moldo-germană", unde se consemnează că „împăratul a asediat un castel cu numele Neamțul. Atunci au tras din castel în tunul cel mare și au împușcat și pe comandantul artileriei. Atunci împăratul s-a tras înapoi” sau în cronica scrisă de vistiernicul venețian al sultanului, Giovanni Maria Angiolello (1451-c. 1525), în care asediul este descris astfel: „Făcând încercarea de a cuceri fortăreața amintită, s-au așezat șapte bombarde și în decurs de opt zile s-au făcut efortul de a o cuprinde, dar două din cele bombarde s-au spart, iar cei care se aflau în fortăreață nu voiau să stea de vorbă și toți se apărau cu artilerie și nu le păsa de noi”.
Legenda că domnitorului nu i s-a permis accesul în cetate de către mama sa, relatată de Ion Neculce în "O samă de cuvinte", nu este adevărată din punct de vedere istoric. Mama lui Ștefan cel Mare, Doamna Oltea, murise în anul 1465 și fusese înmormântată în Biserica „Sfântul Nicolae” din Poiana Siretului. Pe piatra sa tombală adusă în anul 1904 la Mănăstirea Probota este următoarea inscripție: „Acesta este mormântul roabei lui Dumnezeu Oltea, mama domnului Io Ștefan Voievod, care a murit la anul 6973 (1465), noiembrie 4”.

### Evenimente din secolul al XVI-lea

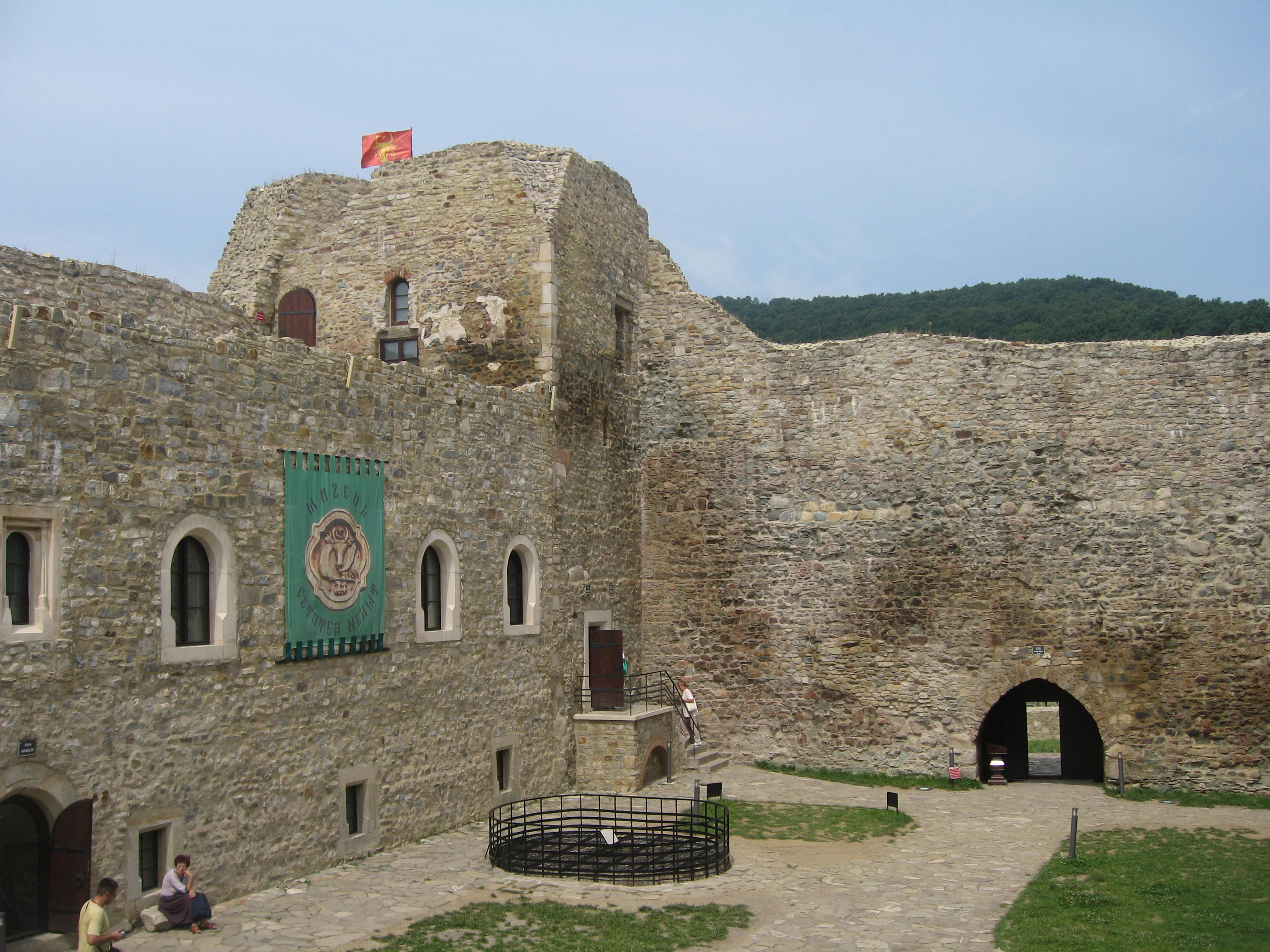
Steagul Principatului Moldovei fluturând pe turnul din colțul nord-vestic al fortului mușatin

După domnia lui Ștefan cel Mare, o lungă perioadă cronicile nu menționează evenimente importante care să se refere la cetate, amintind doar pârcălabii cetății, care-și exercitau autoritatea asupra întregului ținut Neamț.
Domnitorul Petru Rareș (1527-1538; 1541-1546) a dispus efectuarea unor lucrări la Cetatea Neamț, solicitând printr-un document din 10 mai 1529 conducătorilor orașului Bistrița să-i trimită un zidar priceput. După fuga domnitorului în Transilvania în 1538, Cetatea Neamț și-a deschis porțile în fața oștilor lui Soliman Magnificul. 
La solicitarea turcilor care-l aduseseră pe tron în a doua sa domnie, domnitorul Alexandru Lăpușneanu (1552-1561, 1564-1568) mută capitala Moldovei de la Suceava, oraș fortificat și situat în nordul Moldovei, la Iași, localitate lipsită de fortificații. El a fost obligat să dărâme toate cetățile, pentru ca țara să fie incapabilă să se apere. Cu excepția Hotinului, domnitorul a incendiat toate cetățile. După cum povestește cronicarul Grigore Ureche, "Alixandru vodă făcându pre cuvântul împăratului, umplându toate cetățile de lémne, le-au aprinsu de au arsu și s-au răsipit, numai Hotinul l-au lăsat, ca să-i fie apărătură dispre leași".  Având ziduri groase, Cetatea Neamț nu a suferit distrugeri importante, arzând doar lemnăria și prăbușindu-se plafoanele care erau susținute de grinzi groase de stejar. 
Domnitorul Petru Șchiopul, în prima sa domnie (1574-1577), a inițiat refacerea cetăților distruse în timpul lui Lăpușneanu, pentru a-și apăra mai ușor teritoriul de numeroșii pretendenți la tron, veniți în Moldova cu ajutor de la poloni, unguri sau cazaci. 
În mai 1600, Mihai Viteazul întreprinde o campanie militară în Moldova. După ce armatele sale trec apa Trotușului la 4 mai 1600 și ocupă Bacăul la 10 mai, oștile valaho-transilvane se îndreptă spre Suceava, iar la 16 mai, apărătorii Cetății Sucevei îi deschid porțile și se predau fără luptă. După cum relatează cronicarul Miron Costin, tot atunci și-a deschis porțile și Cetatea Neamț, fără a opune nici o rezistență. Mihai Viteazul a lăsat în cetate o garnizoană.  După plecarea lui Mihai Viteazul la Alba Iulia, la începutul lunii septembrie 1600, oștile poloneze și cazace trec Nistrul, aducându-l din nou pe Ieremia Movilă pe tronul Moldovei. Garnizoana de la Cetatea Neamțului a opus o anumită rezistență, dar fără mare succes.

### Evenimentele din secolul al XVII-lea

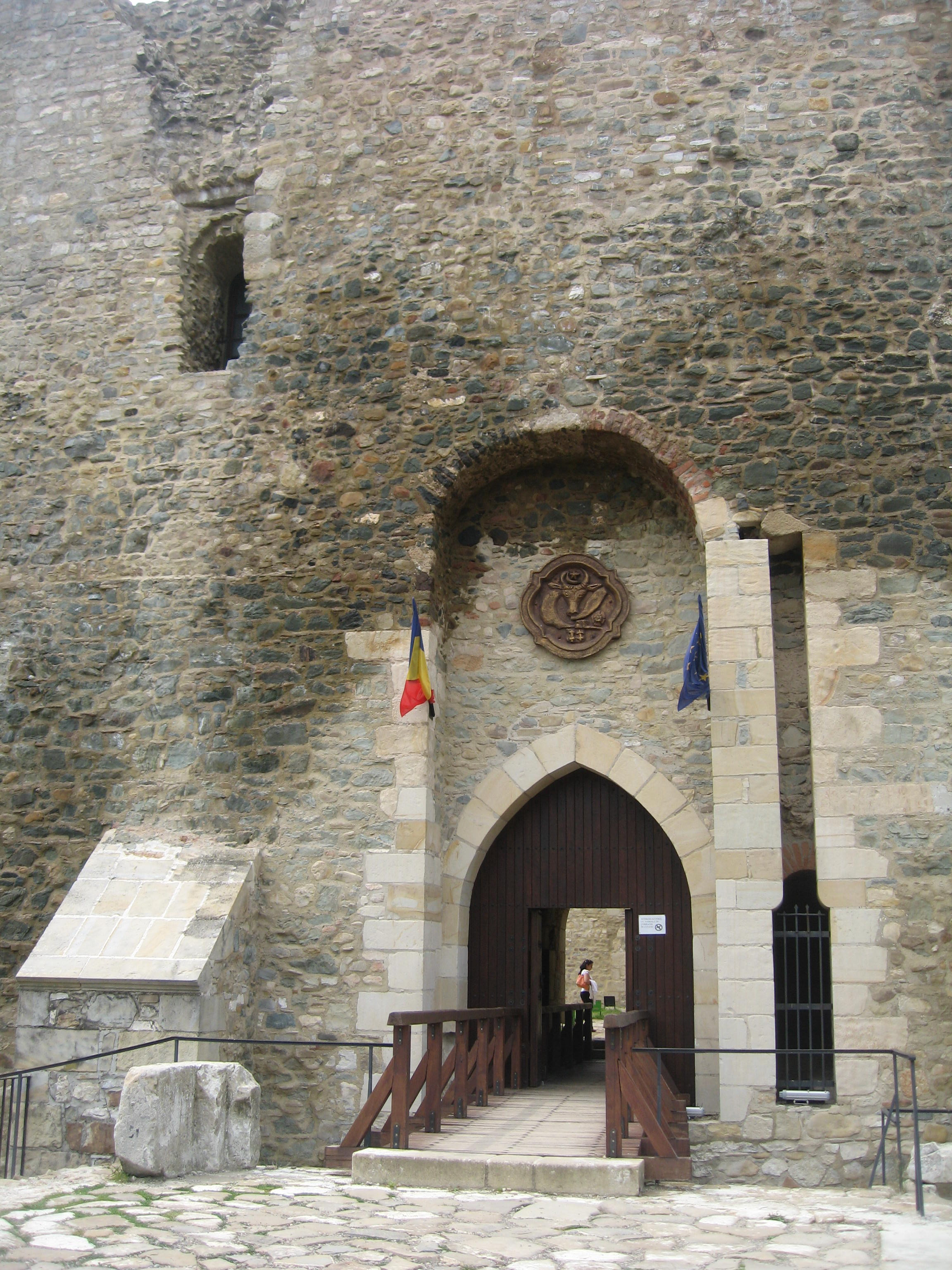
Portalul de intrare dinspre nord-est

După cum menționează mai mulți călători apuseni în Moldova, domnitorul Vasile Lupu (1634-1653) a reparat Cetatea Neamțului, care "a stat mulți ani părăsit". Voievodul a construit pe locul paraclisului o biserică cu hramul "Sf. Nicolae", încăperile din cetate căpătând aspect de chilioare. Lucrările au fost finalizate în anul 1646, după cum consemnează o pisanie în limba slavonă, aflată în prezent la Mănăstirea Secu. 
În perioadă de război, Cetatea Neamț a reprezentat un loc de refugiu pentru familia și averile lui Vasile Lupu. După cum povestește Miron Costin, în timpul invaziei tătarilor din 1650, Vasile Lupu "au pornitu pre doamna depreună cu casele boierilor pen frânturile codrilor, pre la Căpotești, spre Cetatea Neamțului".  Tot cronicarul relatează că "la Cetatea Neamțului era toată inima avuției lui Vasilie-vodă, deci acolea au răpedzit Vasilie-vodă pre Ștefăniță paharnicul, nepotul său, să apuce avuțiia, și, ori că n-au știut Ștefan Gheorghie logofătul de avuțiia acéia în Cetatea Neamțului, ori au stătut după lucruri care începuse și n-au socotit acéia bani, iară era mai aproape de dînsul decît de Vasilie-vodă acéia avuțiie". 
În anul 1673, în cetate se instalează o garnizoană polonă, cu acordul voievodului Ștefan Petriceicu (1672-1673, 1673-1674). După șase luni de luptă, oștile turcești reușesc să-i alunge pe polonezi și îi poruncesc domnitorului Dumitrașcu Cantacuzino (1673, 1674-1675) să dărâme cetatea. În iulie 1675, "triimis-au Dumitrașco-vodă pe Panaitachii ușerul Morona c-un agă turcu, pentru să strâce cetățile, și cu alți boieri. Și atunce, ieșind nemțâi din Suceavă, au întrat acel Panaite, tălmaciu agăi, și cu acel agă ... Dece atunce au strâcat cetatea Sucevei ș-a Neamțului ș-a Hotinului". 
La rândul său, cronicarul Nicolae Costin precizează că: "... și punând lagum (praf de pușcă), sub zidurile cetăților le-au arungat din temelie. Numai cetatea Sucevei, neputând-o strica cu lagum au umplut-o cu lemne și cu paie, apoi le-au dat foc de au ars. Și astfel slăbindu-i zidurile din pricina fierbințelei de tot mari s-a risipit cetatea". 
Între anii 1684-1694, oștile poloneze au făcut șase campanii militare în Moldova, orașul aflat la poalele cetății fiind incendiat de mai multe ori. În anul 1686, armata poloneză condusă de regele Ioan al III-lea Sobieski a invadat Moldova, distrugând și jefuind peste tot în drumul lor. La întoarcere, un grup de polonezi și de cazaci s-au abătut pe la Cetatea Neamț, reușind să pătrundă acolo printr-un vicleșug. După cum atestă mai multe surse, cazacii au adus-o aici pe domnița Ruxandra, fiica lui Vasile Lupu și văduva lui Timuș Hmelnițki, care se afla la moșia sa din Preutești. Tâlharii au vrut ca domnița să le arate locul unde erau ascunse averile tatălui său. Polonezii i-au tăiat apoi capul cu un topor, punând mâna pe 19.000 de galbeni.  
În anul 1691, în timpul domniei lui Constantin Cantemir (1685-1693), oastea poloneză condusă de către regele Ioan al III-lea Sobieski a făcut o incursiune în Principatul Moldovei, asediind cu acest prilej și Cetatea Neamțului. 
După cum relatează cronicarul Ion Neculce în letopisețul său, "în al șesălea anu a domniei lui Cantemir-vodă coborâtu-s-au craiul Sobețichii cu oștii grele iar în Țara Moldovei (...) Ș-au vinit craiul cu obuzul pe la Botășeni și pen Cotnarii păn' la Târgul Frumos, și de la Târgul Frumos iar s-au întorsu în țara lui, că era vreme de toamnă. Și atuncea, întorcându-să, au lăsat oaste cu bucate în cetate, în Neamțu, și-n Sucevi, în mănăstirea armenească, și-n Agapie în mănăstire, și-n Săcul, și-n Câmpul Lungu, și-n Hangu." 

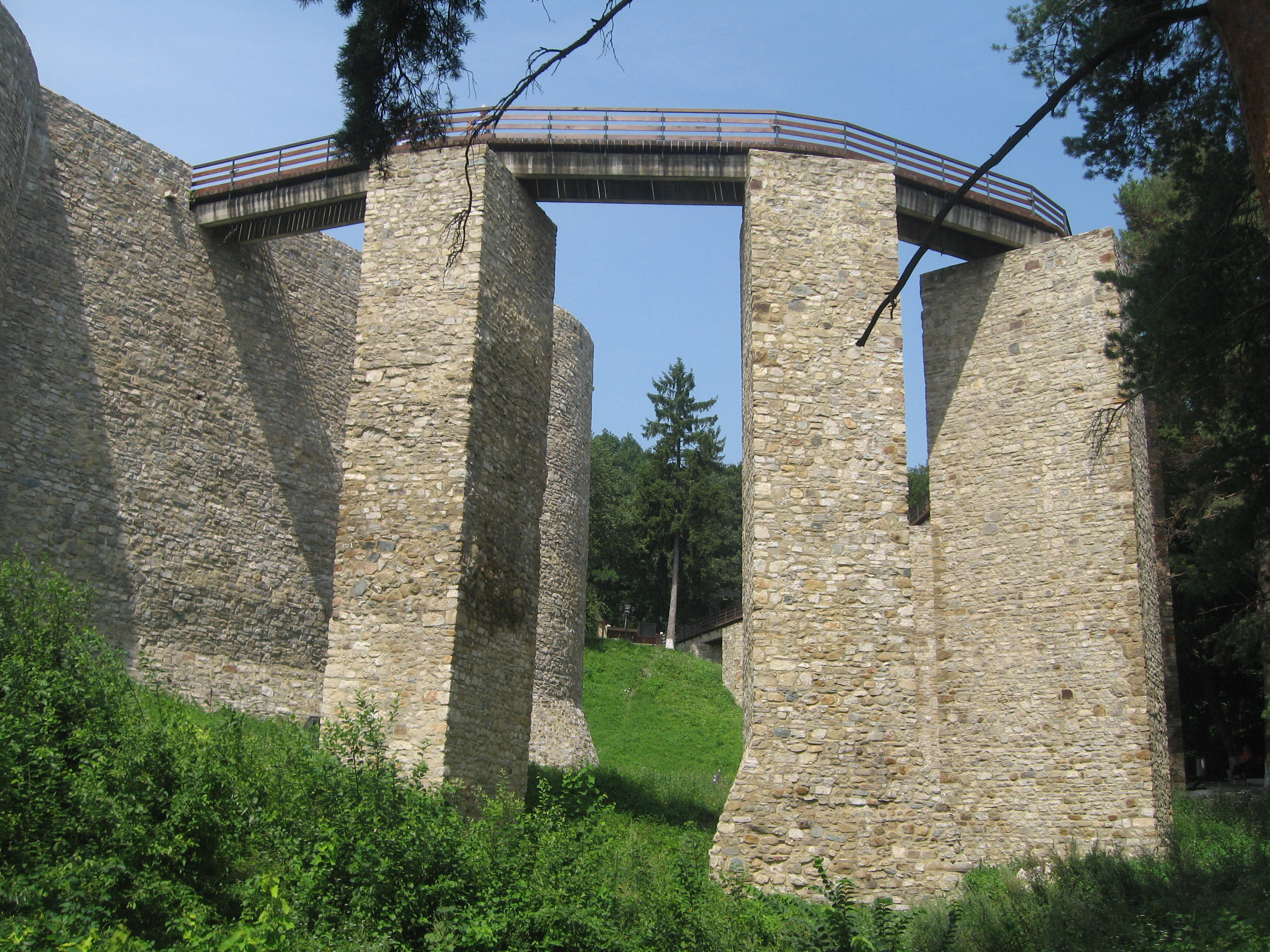
Podul de acces în cetate

Asedierea cetății este prezentată și de Cazimir Sarnecki în Jurnalul campaniei poloneze din 1691 în Moldova. Conform acestuia, la 14 octombrie 1691 oastea lui Sobieski a ajuns în fața zidurilor cetății. Din cauza faptului că garnizoana din cetate a refuzat să se predea, polonezii au început "s-o atace cu mortiere și cu tunurile mici, căci cele mari n-au putut să le aducă atât de repede prin munți". Străjerii s-au apărat cu vitejie și "au ucis câțiva dintre ai noștri cu archebuzele cu cârlig și cu puștile lor de mână ienicerești". În după-amiaza acelei zile, după ce o grenadă a explodat în mâna unui locotenent (bulucbașă) și a ucis câțiva oameni, străjerii s-au predat și "au dat drumul la alor noștri la cetățuia de lemn și la portița cetății, au lăsat să intre din afară garda noastră pentru a hotărî măria sa regele, la a cărui discreție s-au predat".
Garnizoana moldovenească avea în fruntea sa șase căpitani; pe lângă străjeri, aici se refugiaseră și locuitori din Cotnari, Roman și Târgu Neamț. Ca arme, străjerii aveau 12 archebuze cu cârlig și 90 de puști de mână ienicerești. A doua zi, "după ce au salutat pe rege", comandanții moldoveni au fost lăsați liberi să plece unde vor. 
Dimitrie Cantemir relatează altfel acest asediu în cele două opere ale sale: "Istoria Imperiului Otoman" și "Viața lui Constantin Vodă Cantemir", consemnând că în cetate era un număr mic de vânători, care s-au predat după patru zile de lupte, când au ieșit din cetate doar șase vânători, care purtau pe umerii lor pe alți trei. 
În cetate a rămas de atunci o garnizoană polonă care se implica deseori în diferite acțiuni politice. Astfel, în timpul domniei lui Constantin Duca (1693-1695), Moisei serdarul împreună cu vreo 300-400 de joimiri aflați la Cetatea Neamț au atacat chervăsăraia turcească și l-au ucis pe capugiul ce venise pentru ridicarea tributului către Poartă, pentru a obține mazilirea domnitorului. Constantin Duca l-a numit pe Antiohie Jora ca hatmanul; acesta a strâns o oaste și i-a atacat pe joimiri, alungând garnizoanele poloneze din mănăstirile Agapia, Secu și din Schitul Hangu. În ajutorul polonezilor a venit o oaste de mercenari moldoveni condusă de căpitanul Turculeț. Acesta din urmă a fost prins viu, dar a scăpat. 

### Decăderea

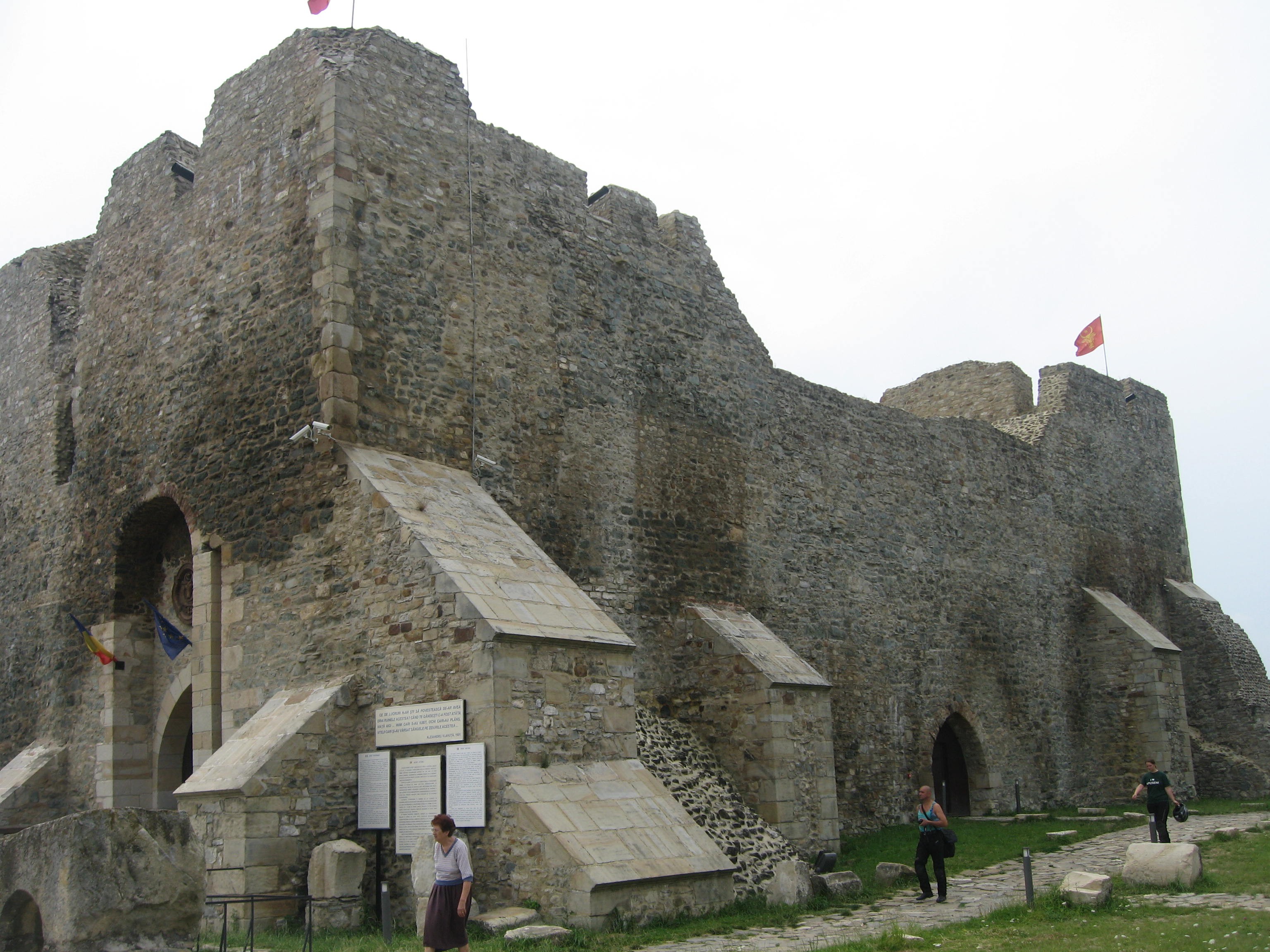
Zidul nordic al fortului mușatin privit din curtea exterioară

Prin Tratatul de la Karlovitz (1699) s-a stabilit ca polonezii să părăsească cetățile și mănăstirile din Moldova, iar turcii se obligau să nu refacă cetățile din Moldova. Cu toate acestea, abia în timpul domniei lui Antioh Cantemir (1705-1707), o armată moldovenească condusă de hatmanul Lupu Costachi a fost trimisă la Suceava și la Neamț și i-au alungat pe polonezi din țară. 
În timpul războiului austro-turc din 1716-1718, armatele austriece ale împăratului Carol al VI-lea de Habsburg (1711-1740) trecuseră în țările române, dorind să-și extindă stăpânirea. În Moldova, domnitorul Mihai Racoviță (1703-1705; 1707-1709; 1715-1729) rămăsese credincios Porții. Dorind să elibereze țara de turci, unii boieri printre care și stolnicul Vasile Ceaurul, un nepot de-al fostului domn Gheorghe Ștefan, a cerut ajutorul austriecilor. Un corp expediționar austriac, condus de francezul François (Ferentz) Ernaut de Lorena, a pătruns în Moldova pe la Cașin, instalându-se în mănăstirile fortificate din Moldova și în Cetatea Neamțului. Apoi, trupele austriece conduse de căpitanul Ferentz, însoțite și de moldovenii nemulțumiți sub conducerea sulgerului Gheorghieș Velicico din Câmpulung au pornit spre Iași. În lupta dată la 10 ianuarie 1717, sub zidurile Mănăstirii Cetățuia, moldovenii au înfrânt corpul expediționar austriac 
cu ajutorul tătarilor. Căpitanul François Ernaut a fost decapitat în locul cunoscut astăzi sub denumirea de Crucea lui Ferenț. 
Tătarii i-au urmărit pe austrieci până la Ceahlău, cătanele părăsind în fugă Cetatea Neamțului și lăsând acolo toate bunurile prădate. În anul 1718, după ce s-a sfârșit războiul, otomanii i-au dat poruncă domnitorului să distrugă Cetatea Neamțului și Mănăstirea Miera, unde se refugiaseră austriecii. După cum relatează cronicarul Ion Neculce, "lui Mihai-vodă i-au venit de la Poartă poroncă să strice Cetatea Neamțului și Miera, unde au șăzut cătanele. Și le-au stricat, iar nu foarte de tot". 
După distrugerea ordonată de domnitorul Mihai Racoviță, Cetatea Neamț și-a pierdut importanța sa politico-militară, iar procesul de degradare se accentuează continuu, prin "conlucrarea" factorilor naturali cu acțiunea locuitorilor din oraș și din împrejurimi. 
Părăsită din secolul al XVIII-lea și ignorată de domnitorii fanarioți timp de mai bine de un secol, Cetatea a intrat într-un proces accentuat de ruinare. Locuitorii din Târgu Neamț au folosit piatra din dărâmăturile zidurilor, a bastioanelor și din pilonii podului pentru a-și construi case și beciuri. 
Într-un veritabil protest în versuri ("Ruinelor Cetății Neamțu") publicat în 1834, poetul Alexandru Hrisoverghi (1811-1837) deplângea starea jalnică în care ajunsese cetatea și cerea oprirea vandalismului. Ca urmare a acestui protest, s-au luat primele măsuri de protejare a cetății. Domnitorul Mihail Sturdza (1834-1849) a emis mai multe acte domnești, adresate ispravnicilor de Neamț, prin care a cerut protejarea zidurilor cu gard și punerea unui supraveghetor. Tot în timpul domniei sale, s-a amenajat și o potecă de acces către cetate. 
Începând de la mijlocul secolului al XIX-lea, Cetatea Neamț devine un simbol al istoriei glorioase a poporului român. Costache Negruzzi a descris asedierea cetății de către oștile lui Sobieski în povestirea "Sobieski și românii" (1845), Dimitrie Bolintineanu a scris în 1857 poemul " Muma lui Ștefan cel Mare", apoi au urmat și alți scriitori.
În anul 1866 Cetatea Neamț a fost declarată monument istoric. În perioada 1968-1972 au fost efectuate lucrări de consolidare a zidurilor, sub conducerea arhitectului Ștefan Balș, fără a reconstrui porțiunile de ziduri prăbușite. 

### Reabilitarea cetății

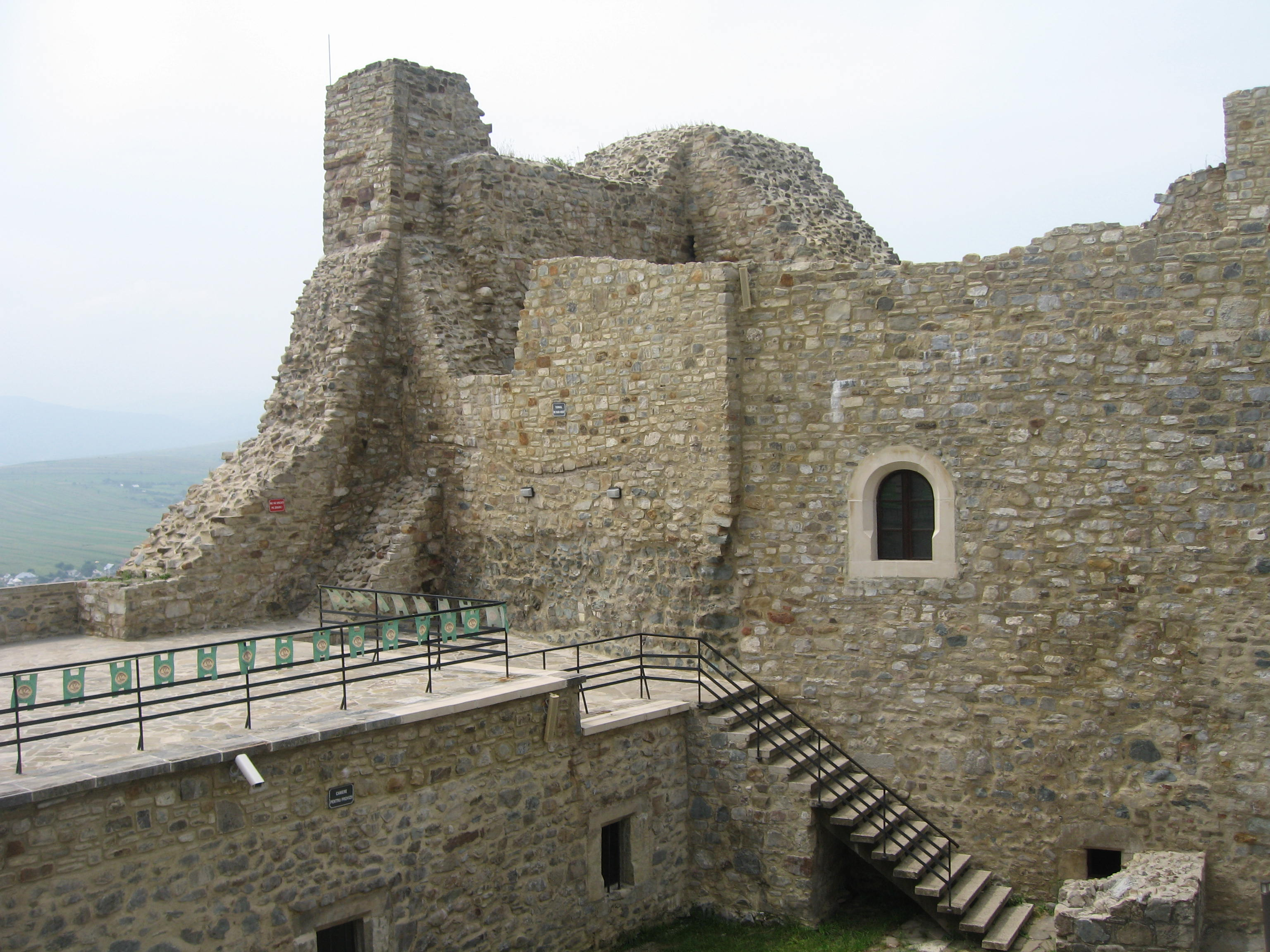
Turnul din colțul sud-vestic care nu a fost complet restaurat

În perioada 2007-2009, Cetatea Neamțului a fost reabilitată cu fonduri europene prin programul Phare 2004-2006 Coeziune Economică și Socială, la care s-au adăugat fonduri alocate de Consiliul Județean Neamț, în parteneriat cu Consiliul Local Târgu Neamț. Fondurile europene au fost majoritare, cele două instituții nemțene având o contribuție de 10% din valoarea lucrărilor. Studiul de fezabilitate și proiectul tehnic au fost întocmite de către un colectiv condus de arhitecții Gheorghe Sion și Corneliu Constantin din cadrul Institutului Monumentelor Istorice București, iar executanții lucrărilor au fost SC Iasicon SA Iași și SC Proconsult Company SRL Pașcani. Cheltuielile de reabilitare s-au ridicat la 2,5 milioane de euro.  Pentru reabilitarea Cetății Neamțului, Asociația Română a Antreprenorilor de Construcții (ARACO) a decernat societății Iasicon SA Iași "Trofeul Calității ARACO". 
S-au realizat următoarele lucrări: modernizarea drumului de acces pornind cu strada Stefan cel Mare, strada 1 Decembrie și terminând cu Aleea Cetătii; restaurarea întregului ansamblu arhitectonic; iluminarea căilor de acces și a monumentului; construcția de noi clădiri care să satisfacă cerințele funcționale impuse; amenajarea celor trei parcări existente în apropierea cetății; alimentarea cu apă și canalizarea. 
Cetatea Neamț a fost redată circuitului turistic național și internațional la 4 iulie 2009. Au fost amenajate 21 de încăperi, printre care sala de sfat și judecată, sala armelor, închisoarea, camera de provizii, sala de mese, paraclisul etc. În unele camere este recreată atmosfera din vremurile trecute, când cetatea era locuită. În încăperea ce servea ca închisoare se află patru manechine imaginând răufăcători, legați cu lanțuri. În lunile de după deschidere, fortăreața a fost vizitată zilnic de circa 500 de turiști, iar sâmbăta și duminica de aproximativ 2.000. 

## Descriere

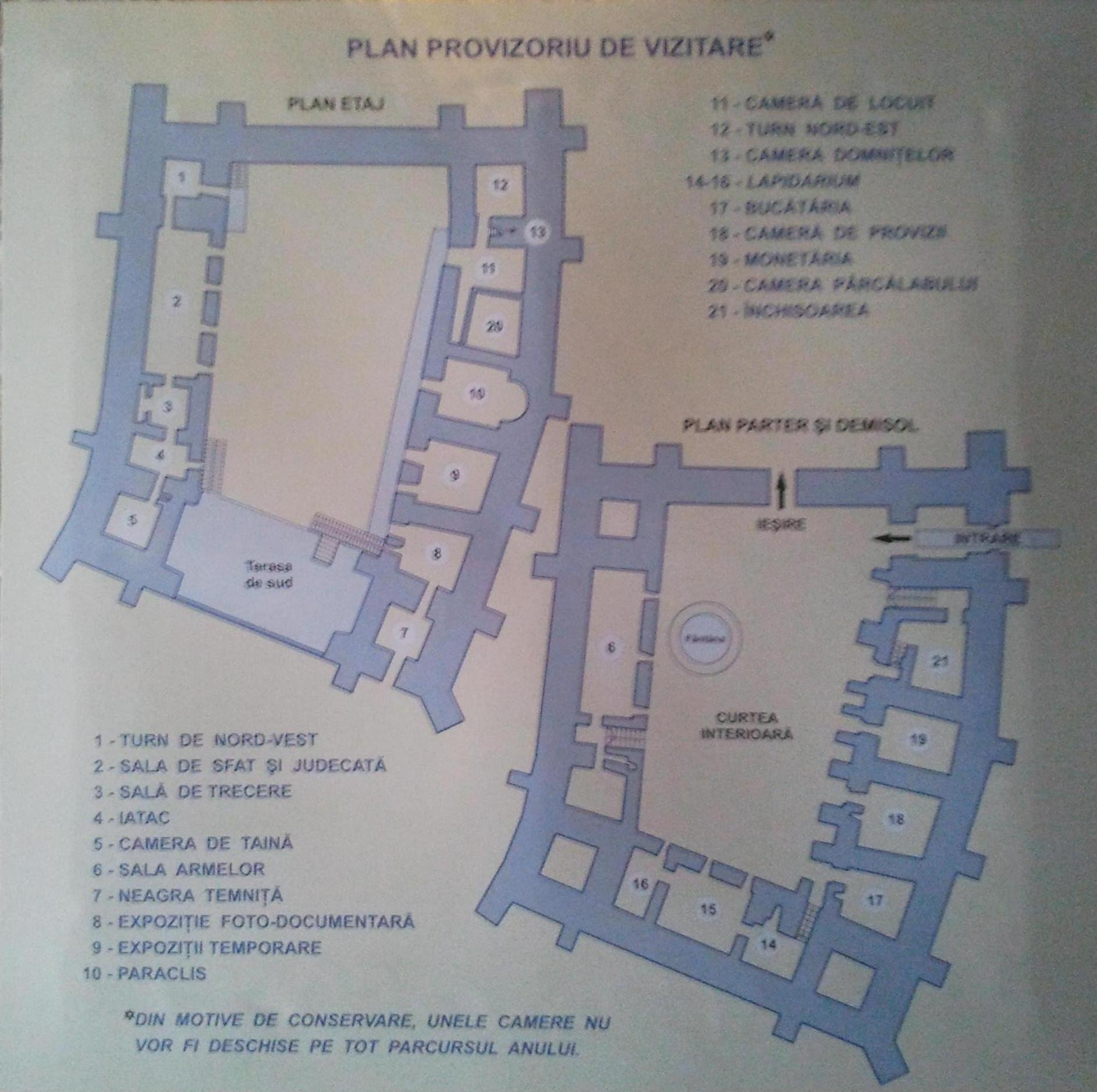
Planul provizoriu de vizitare al cetății

Cetatea Neamț este construită din piatră de râu (folosită atât ca elevație, cât și ca umplutură a zidurilor), din piatră de carieră (folosită la arcade, pervazuri, piloni și contraforți) și rocă de gresie verzuie. Între cetate și restul platoului se află un șanț de apărare pe latura de nord. În cetate se pătrundea pe o poartă numită "poarta mușatină" aflată pe la mijlocul zidului nordic.
Fortul mușatin are forma unui patrulater cu laturi inegale; latura de nord are 38,50 m, latura de sud 37,50 m, latura de est 47 m și latura de vest 40 m. Zidurile sunt groase de aproape 3 m și aveau inițial o înălțime de circa 12-15 m, fiind susținute și consolidate în exterior de 18 contraforți puternici de formă prismatică, care corespund pe direcția zidurilor interioare. În cele patru colțuri ale fortului mușatin se află turnuri de apărare, care nu sunt plasate în exteriorul zidurilor, ca la cetățile Suceava și Șcheia construite în aceeași perioadă, ci încadrate direct în scheletul de ziduri. 
În mijlocul fortului se afla o curte interioară largă, înconjurată de încăperi cu diferite întrebuințări:
- pe latura de est se aflau închisoarea, monetăria, camera de provizii și cuhnea (bucătăria) - la parter și demisol, "neagra temniță", paraclisul "Sf. Nicolae", cameră de locuit, camera pârcălabului și camera domnițelor - la etaj
- pe latura de vest se aflau sala armelor - la demisol și parter, sala de sfat și judecată, o sală de trecere, un iatac și o cameră de taină - la etaj
- pe latura de sud se afla un lapidarium - la demisol și parter și o terasă - la etaj
- pe latura de nord nu existau încăperi, aici aflându-se doar zidul de incintă

Încăperile din turnuri au plafoane sprijinite pe grinzi groase de stejar, iar celelalte aveau arcade boltite realizate din cărămidă. În curtea interioară se afla o fântână. Majoritatea încăperilor din cetate erau destinate soldaților, cetatea având rol de apărare, ea nefiind locuită de domnitor, familia sa și de sfetnici apropiați decât în caz de pericol. În mod obișnuit aici se aflau aproximativ 300 de oameni. Cetatea era vulnerabilă pe latura de nord, astfel că între zidurile cetății și Culmea Pleșului a fost săpat un șanț destul de adânc, care trecea prin imediata apropiere a zidului, după cum au dovedit săpăturile arheologice. 
Ștefan cel Mare a poruncit supraînălțarea zidurilor cetății cu circa 6-7 m și construirea unui zid flancat de patru bastioane semicirculare pe latura de nord a fortului mușatin. Acest zid a încadrat o curte exterioară. 
Pentru a evita apropierea dușmanilor de zidurile cetății și amplasarea de bombarde în apropiere, Ștefan cel Mare a tăiat legătura dinspre coama dealului, de la nord, printr-un șanț de apărare. În cetate se pătrundea printr-un pod de acces arcuit cu o parte fixă și o alta mobilă, sprijinit pe 11 piloni de piatră de formă prismatică cu o înălțime de circa 8 m.  Partea mobilă se afla pe porțiunea de pod dintre ultimul pilon și zidul bastionului și se putea ridica în caz de primejdie, printr-un sistem de scripeți, dar odată trecut de ea existau două capcane cu trape, cunoscute și sub numele de "curse de șobolani". Intrarea în fortul mușatin se făcea printr-o poartă gotică, în arc frânt, aflată în turnul de nord-est.
Inițial, la cetate se ajungea de pe un drum care ocolea vârful Cerdacului, pe care se aflau "părcane", sub formă de șanțuri întărite cu palisade. Drumul actual a fost construit abia în anul 1834, în timpul domniei lui Mihail Sturdza.

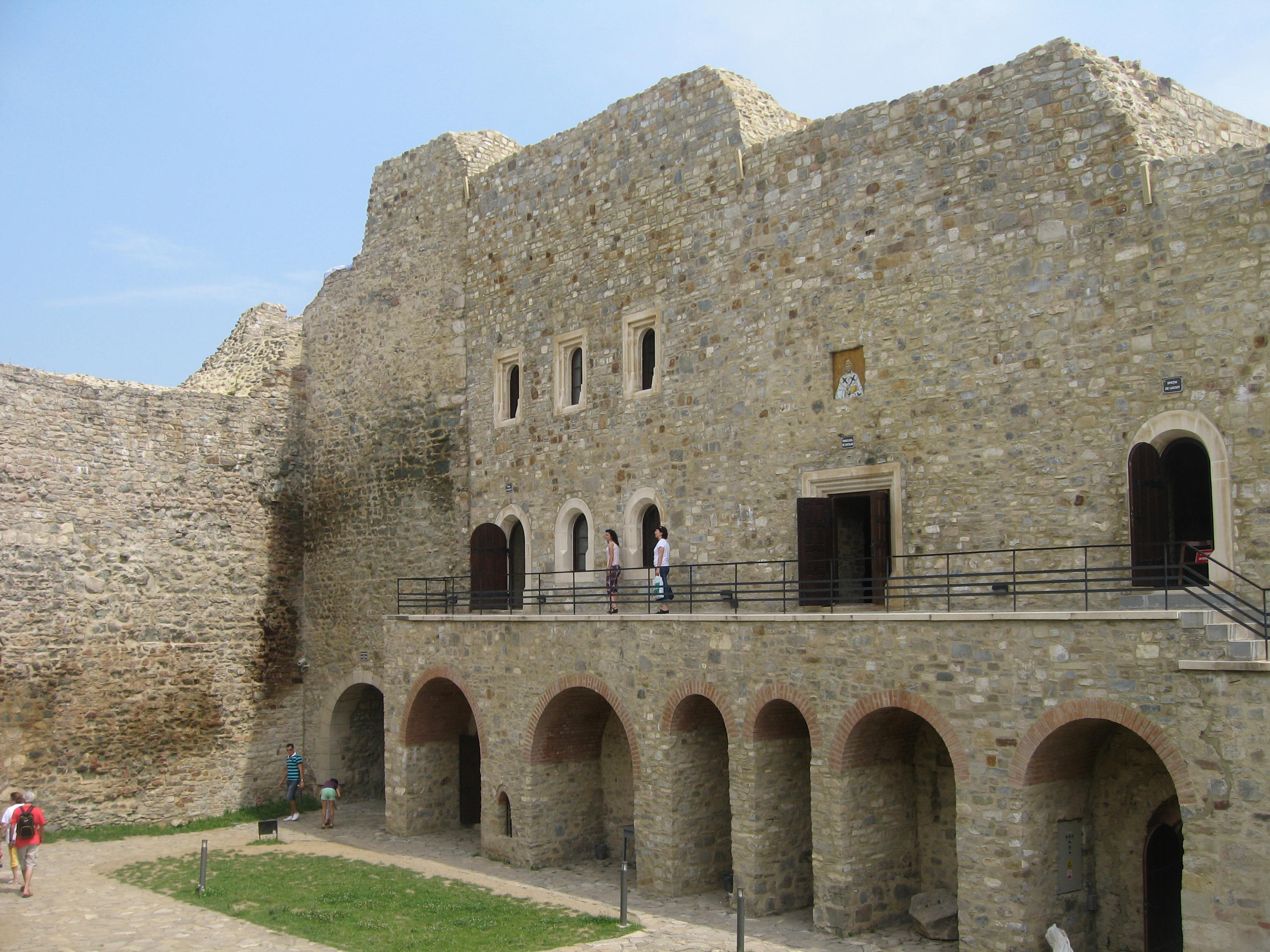
Zidul de est al fortului mușatin privit din curtea interioară
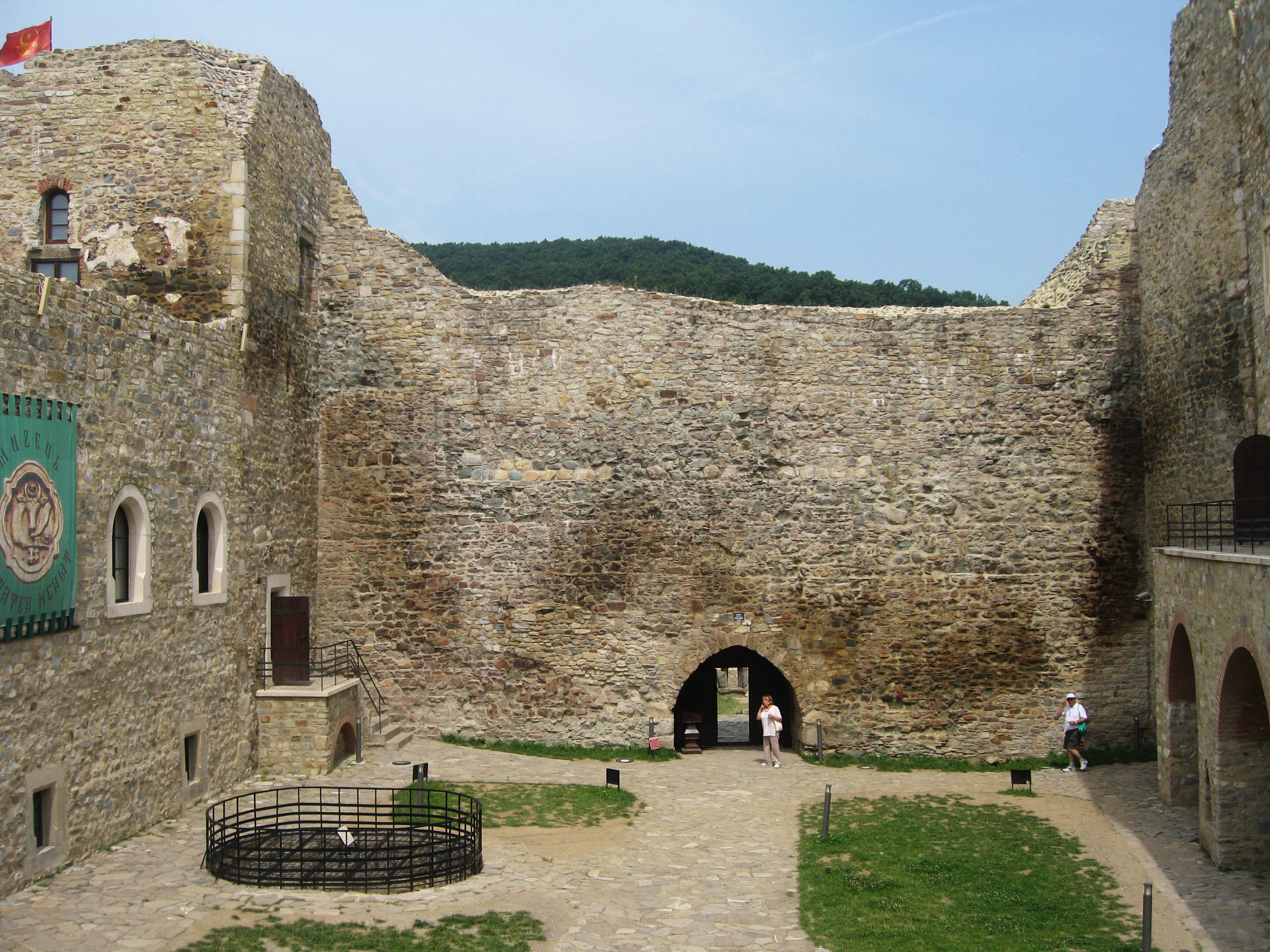
Zidul de nord al fortului mușatin privit din curtea interioară

## Cetatea Neamț în cultura română
Cetatea Neamț a fost descrisă în mai multe opere literare care relatează anumite episoade istorice sau descriu zona munților Neamțului. 

### Cetatea în perioada lui Ștefan cel Mare
Momentul sosirii lui Ștefan cel Mare la cetate după Bătălia de la Valea Albă (1476) este prezentat de poetul Dimitrie Bolintineanu în poemul "Muma lui Ștefan cel Mare" (1857). Poezia începe cu versurile următoare: "Pe o stâncă neagră, într-un vechi castel,/Unde cură-n vale un râu mititel". Într-o noapte domnitorul bate la poarta cetății, cerând să fie primit înăuntru pentru că este rănit și urmărit de turcii care i-au zdrobit oastea. Mama domnitorului, aflată în cetate, refuză să-i deschidă spunându-i străinului următoarele: 
„Dacă tu ești Ștefan cu adevărat,

Apoi tu aice fără biruință

Nu poți ca să intri cu a mea voință.

Du-te la oștire ! Pentru țară mori !

Și-ți va fi mormântul coronat cu flori !” 

### Asediul lui Sobieski
Rezistența legendară a plăieșilor din cetate la asediul oștirii poloneze conduse de regele Sobieski din 1691 este prezentată în mai multe lucrări literare. 
Costache Negruzzi a descris această luptă în nuvela "Sobieski și românii", publicată prima dată în "Calendar pentru poporul românesc pe anul 1845" (Iași, 1845).  După cum susține criticul Nicolae Ciobanu, nuvela este fidelă textului din "Istoria imperiului otoman" a lui Dimitrie Cantemir (paragrafele CXLIX-CLXIII).  În această nuvelă, acțiunea se petrece "pe la sfârșitul lui septemvrie 1686", când o oaste poloneză în frunte cu Ion Sobiețki, regele Poloniei, și hatmanii Iablonovski și Potoțki, ajung în fața cetății. În fortăreață se aflau în acel moment 19 plăieși trimiși de ispravnicul de Neamț pentru străjuire. Dorind să pună mâna pe averile pe care bănuia că domnitorul le-a trimis aici, Sobieski poruncește asedierea cetății. După cinci zile de lupte, timp în care au murit zece plăieși, iar în cetate se terminaseră merindele și praful de pușcă, străjerii predau cetatea și primesc făgăduința de a fi lăsați liberi să plece la casele lor. Văzând că din cetate ies numai șase oameni, din care trei duceau pe umeri pe alți trei care erau răniți, Sobieski hotărăște să-i spânzure, dar este oprit de hatmanul Iablonovski care-i spune că "acești viteji n-au făcut decât datoria lor, datorie patriotică și vrednică de toată lauda, și că au avut norocirea a câștiga făgăduința marelui Sobiețki că vor fi slobozi și nesupărați".  Regele îi eliberează, le dă câte 50 de zloți la fiecare, în timp ce "cetatea cu porțile deschise, purtând pe zidurile sale urmele boambelor dușmănești, rămase singură pe culmea înverzită, ca un mare schelet de uriaș". 
Poezia "Cetatea Neamțului" (1896) a lui George Coșbuc redă într-o cheie parodică acele evenimente. În versiunea poetului, într-o dimineață, străjerii din cetate stăteau întinși pe iarbă și așteptau să fiarbă mâncarea. În timp ce unul dintre ei răstoarnă mămăliga din ceaun, la porțile cetății sosește o oaste poloneză flămândă abătută aici de aburii de mâncare. Supărați că au fost deranjați de la masă, plăieșii refuză să le dea polonezilor de mâncare. Regele Sobieski decide să bombardeze cetatea pentru a pune mâna pe mămăliga moldovenilor, în timp ce principala grijă a acestora din urmă este să ferească ceaunul din calea bombelor. După o săptămână de asediu, lihnit de foame, regele polonez îi imploră pe străjeri să le deschidă cetatea că mor de foame. 
Bătălia dintre români și polonezi a fost descrisă în nuvela „Sobieski și românii” scrisă de Costache Negruzzi și a fost ecranizată în 1914 de către Leon Popescu, în regia lui Emil Gârleanu.

### Descrierea cetății în alte opere literare
În lucrarea sa monografică, "Descriptio Moldaviae", scrisă în limba latină în perioada 1714-1716, omul de cultură Dimitrie Cantemir a descris astfel Cetatea Neamț:
„Neamțul, cetate așezată pe râul cu același nume, care este zidită pe un munte foarte înalt și e atât de întărit din fire, încât pare să înfrunte orice atac vrăjmaș. A fost de multe ori atacată, dar n-a fost cucerită decât de două ori: o dată de turci, sub domnia lui Soliman, și o dată în vremurile noastre de Ioan Sobieski, craiul Lehiei. Dar ea n-ar fi fost luată, dacă foamea nu i-ar fi silit pe cei câțiva moldoveni aflați înlăuntru ca s-o apere, s-o dea în mâinile leșilor, după o împresurare de mai multe zile. Odinioară cetatea avea un zid îndoit și numai o poartă, după aceea însă, când turcii au stricat zidul dinafară, moldovenilor nu le-a mai rămas decât cel dinlăuntru. Înainte ca Moldova să fi fost închinată turcilor, la izbucnirea războaielor, voievozii își trimiteau copiii și averile în această cetate, aproape de nebiruit; și astăzi încă ea este locul de scăpare foarte sigur pentru locuitori, când sunt atacați de vecinii lor. Din această pricină și înainte vreme voievozii și-au clădit aici palate destul de mari, care se văd încă și acum; însă nu li se poartă de grijă așa cum s-ar cuveni.”—Dimitrie Cantemir
Printre primii scriitori care au poposit aici s-a aflat poetul și diplomatul Dimitrie Bolintineanu, aflat în toamna anului 1857 într-o călătorie prin Principatul Moldovei. El a descris această călătorie în volumul de memorialistică "Călătorii în Moldova" (1859). Din orașul Târgu Neamț, poetul vede ruinele Cetățuii Neamțului pe un pinten dintr-un șir de munți cu coastele întunecoase și cu vârfurile verzi. Urcă la cetate și este impresionat de priveliștea asupra văii și munților din față, părându-i-se pentru un moment că este "mai pesus de ființele omenești". Poetul descrie ruinele astfel: "Cetatea, despre munte, este înconjurată de un șanț foarte lung. La o mică depărtare de cetate este un pilastru gros de piatră, ce forma înainte cel dintăi pilastru, unde este capătul podului în cetate. La câteva pasuri de la acest pilastru, se vede altul dărâmat, apoi tot atâtea pasuri, prin șanț altul, în scurt puturăm recunoaște cel din urmă loc, unde se sfârșea podul. Zidurile cetății parte stau încă în picioare, altele sunt dărâmate. Partea castelului, despre vale, este așezată pe marginea unei stânci râpoase". 
Copilărind în satul Humulești de la poalele Cetății Neamțului, marele scriitor Ion Creangă a descris în "Amintiri din copilărie" (1881). Descriind zona unde a copilărit, el amintește și de vechea cetățuie, la începutul părții a III-a. "Iar deasupra Condrenilor, pe vârful unui deal nalt și plin de tihărăi, se află vestita Cetatea Neamțului, îngrădită cu pustiu, acoperită cu fulger, locuită vara de vitele fugărite de strechie și străjuită de ceucele și vindereii care au găsit-o bună de făcut cuiburi într-însa".  În partea a IV-a, el completează că Cetatea Neamțului se oglindește cu mâhnire, de atâtea veacuri, în "Ozana cea frumos curgătoare și limpede ca cristalul". 
În povestirea "În munții Neamțului" din volumul "România pitorească" (1901), scriitorul Alexandru Vlahuță descrie și el cetatea. El urcă dealul "râpos, înalt, pe fruntea căruia stă, ca o coroană, fantastica ruină a Cetății Neamțului" și găsește aici doar câteva ziduri pustii și sparte de vremuri "peste mormanul de ruini prăbușite-n curtea cetății, pe ai cărei păreți au strălucit odinioară armurile grele ale cavalerilor de Malta", singurele rămase din cuibul de vulturi "puternic înfipt în creștetul unui grind stâncos, având în spate întunecime de codru, în față prăpastie sub metereze-înalte, și vedere largă pe toată valea". Scriitorul rememorează momentele de glorie prin care a trecut cetatea: sosirea aici a lui Ștefan cel Mare, rănit și învins de turci, dar care este rugat de mama sa să plece pentru a-și strânge o nouă armată, deschiderea porților fără luptă în fața armatelor lui Mihai Viteazul sau rezistența dârză a celor 19 plăieși în fața armatelor lui Sobieski. 
După cum scrie în povestirea "Cetatea Neamțului" (1908), prozatorul Mihail Sadoveanu a călătorit și el aici împreună cu un prieten. Scriitorul vede ruina cetății "neclintită în moartea ei", "ca o fantomă încremenită (...) pe vârful coastei goale", un "schelet uriaș în șuierul înălțimilor, în visul mohorât al legendelor". Badea Ilie, un moș care i-a însoțit la urcare, le-a povestit că în fântâna adâncă din curtea interioară, la jumătatea adâncimii, este un tunel care duce până în partea cealaltă a muntelui, într-o pădure din apropierea satului Oglinzi. Tot însoțitorul lor le-a relatat o întâmplare din tinerețea sa când un boier sărac poreclit Alexandru Nebunu, revoltat că boierul Belibou dărâma zidurile pentru a-și construi un han cu piatră de la cetate, s-a dus la domnitorul Grigore Alexandru Ghica și i-a zis că este "păcat să se dărâme cetățile bătrânești, și să-și facă nevrednicii de azi crâșme din ele". Domnitorul i-a dat la mână un document către isprăvnicie în care poruncea ispravnicului să scoată oamenii din toate satele dimprejurul cetății și să îngrădească cetatea. 
Pe aici a trecut și scriitorul Calistrat Hogaș în călătoriile sale prin Munții Neamțului. În povestirea "Spre mânăstiri" din volumul "Pe drumuri de munte" (1912), el descrie trecerea sa prin orașul Târgu Neamț, aflat pe valea unui pârâu limpede ce scânteia sub lumina soarelui. "Alăturea, în umbra depărtării, stătea nemișcată și gânditoare pare că vestita Cetate a Neamțului, cetatea lui Ștefan, martoră nepieritoare a gloriei noastre trecute". Aici a stat la umbra unui mesteacăn, pentru a se odihni și a-și sătura "ochii și sufletul de această măreață priveliște". 
Alți scriitori care au descris cetatea și-au exprimat mâhnirea față de starea ei părăginită. Foarte puțin cunoscutul poet Alexandru Hrisoverghi (1811-1837) este autorul unui veritabil protest în versuri ("Ruinelor Cetății Neamțu") publicat în 1834, în care deplângea starea jalnică în care ajunsese cetatea și cerea oprirea vandalismului ("Ci strigați, opriți pacatul, cereți cu glas o dreptate"). 
„Rădice-se pân' la ceruri tânguirea și strigarea

A obștiei moldovene! Plânsul, bocitul și jalea

Meargă adânc să răsune pe bolta acea cerească;

A lor zile cu Cetatea Neamțul să se risipească!

Vedeți sfântul loc acela, unde viteji-au murit,

De copii cum se dăramă, se sapă păn-în pământ.

Lăcomia unor aprigi, după vreme patrioți,

Sfântul loc îl defăimează, ca niște vitregi, ca hoți!

(...)

O, fraților moldoveni, bătrâni, tineri, de-a valmă,

Veacurilor viitoare nu gândiți că-i să dați samă?

Și puteți cu sânge răce privi ace daramare?

Nu opriți barbara faptă, nu-nălțați toți o strigare?” 
Istoricul Nicolae Iorga în "Note de călătorie" (1918) a văzut aici "un zid, gol de acoperiș, zimțuit de vânturi vrăjmașe, de focuri, de lepra ucigașă a părăsirii", exprimându-și speranța că "mâne, poate, când iubirea pentru trecutul nostru va fi mai mare și se va arăta în felul ce se cuvine, comorile îngropate vor ieși la iveală, dezvăluind mai bine cultura vechilor timpuri". 

## Imagini anterioare restaurării

Cetatea Neamț la 1845 (Litografie de R. Kauffmann)
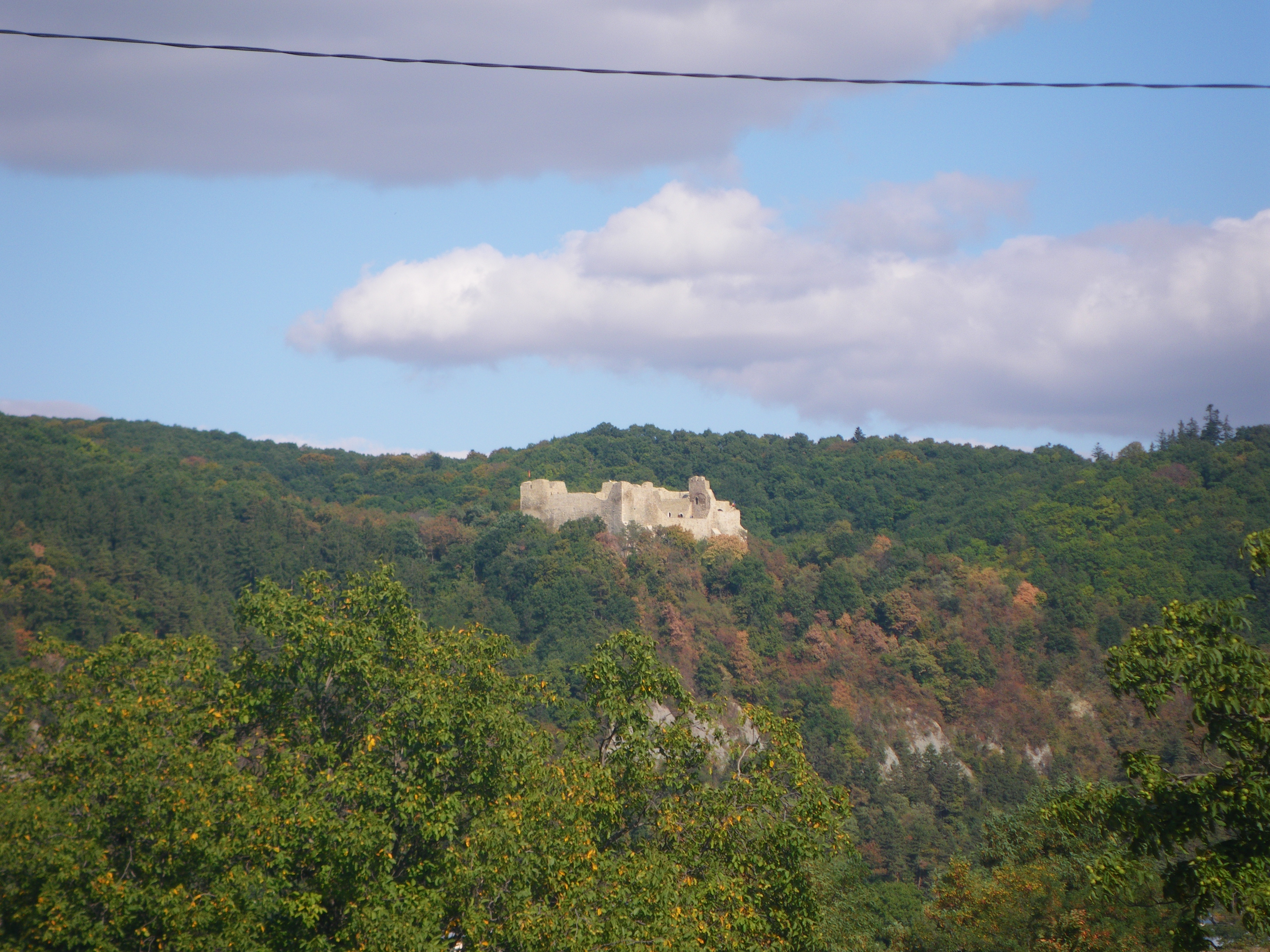
Cetatea Neamț
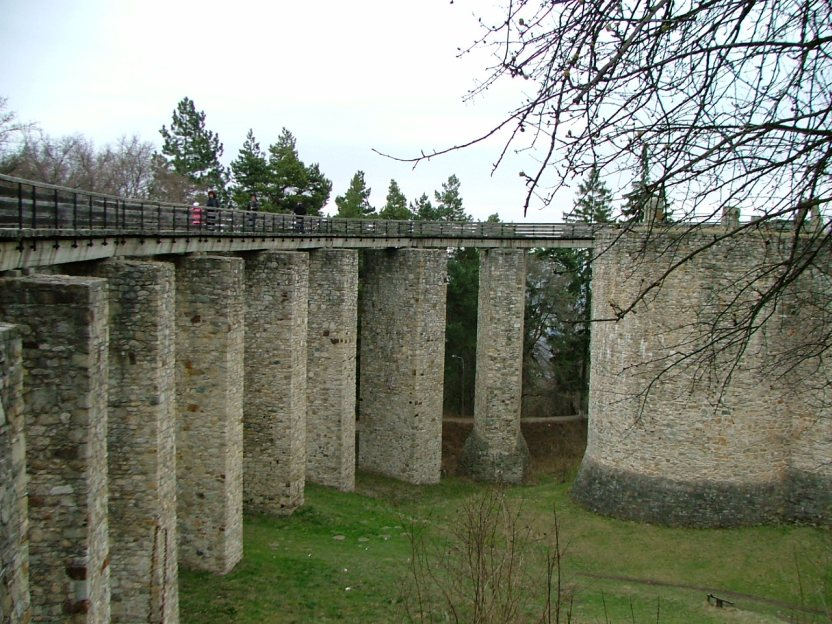
Podul de acces în cetate
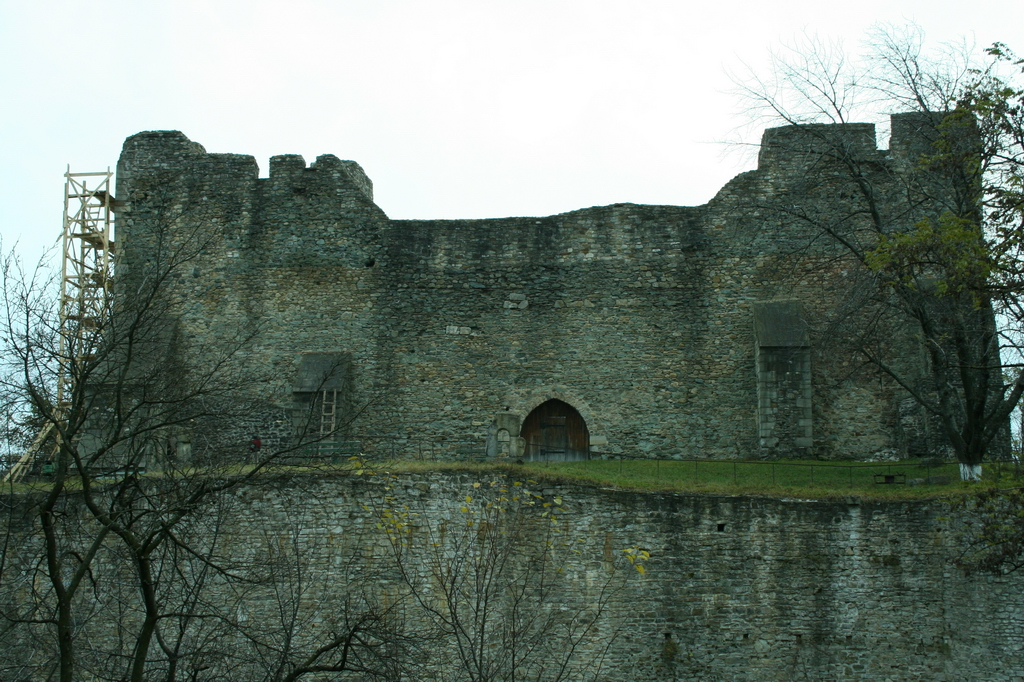
Zidul nordic
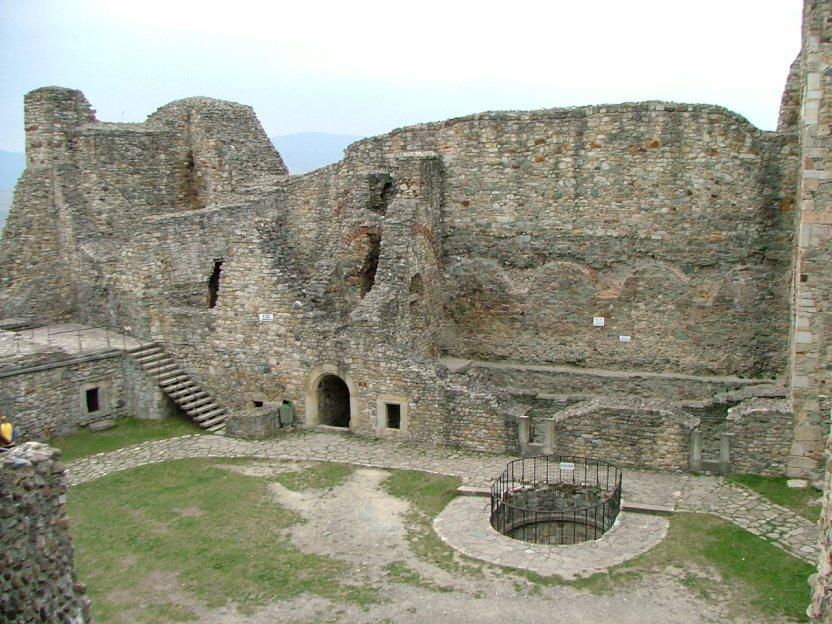
Zidul de vest
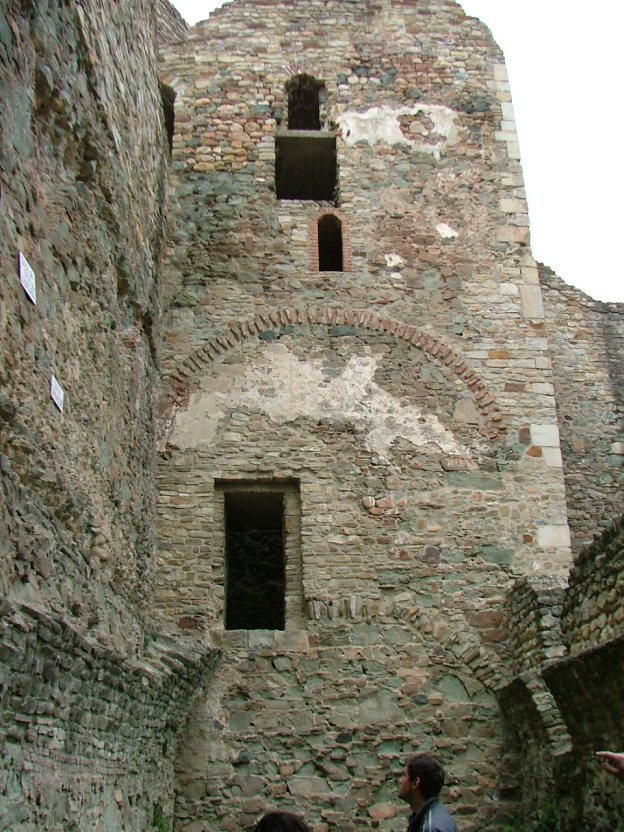
Turnul din colțul nord-vestic
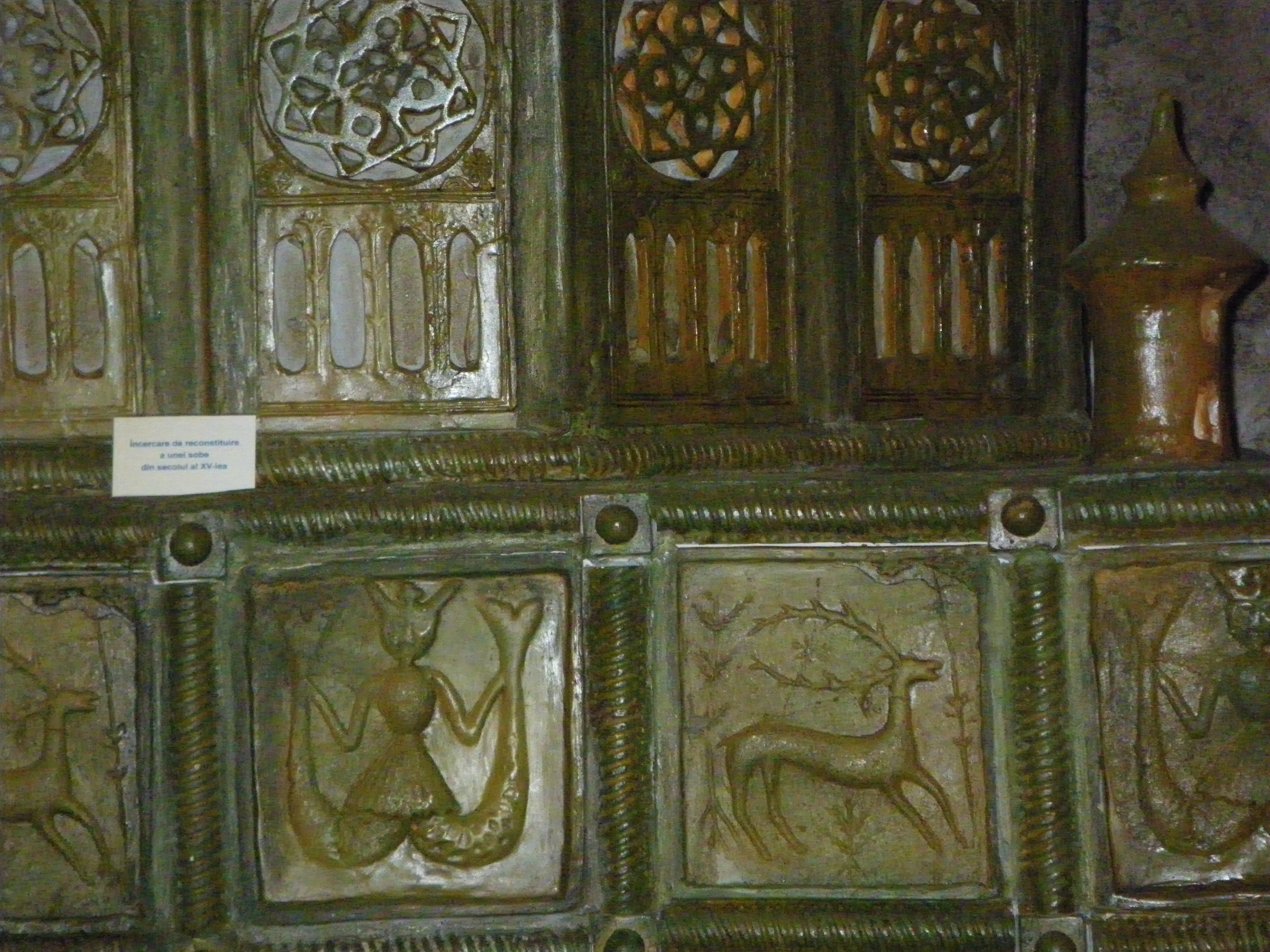
Cahle de la Cetatea Neamț